# Thạch Gia Trang
Thạch Gia Trang (giản thể: 石家庄; phồn thể: 石家莊; bính âm: Shíjiāzhuāng) là thành phố lớn nhất và là tỉnh lỵ tỉnh Hà Bắc Trung Quốc, cách thủ đô Bắc Kinh 266 km về phía tây nam.
Thạch Gia Trang có 8 quận (khu), 2 thành phố cấp huyện và 12 huyện.
Tính đến năm 2015, Thạch Gia Trang có tổng dân số 10.701.600 người với 4.303.700 người ở khu vực đô thị. Tổng dân số Thạch Gia Trang xếp thứ 12 trong các thành phố ở Trung Hoa lục địa.

## Tên và lịch sử
Thạch Gia Trang là một thành phố khá trẻ, được xây dựng từ những năm 1950 của thế kỷ 20, nhưng thật ra nó xuất hiện từ những năm 1920, khi vẫn mang tên là Thập Gia Trang (giản thể: 十家庄, phồn thể: 十家莊, bính âm: Shíjiāzhuāng, nghĩa là "làng của mười gia đình"). Đầu tiên, nơi này chỉ là một làng nhỏ với khoảng hơn chục hộ gia đình tự thành lập ở ngã ba của ba tuyến xe lửa lớn và sau đó mau chóng phát triển lớn mạnh. Khi ấy, cái tên Thập Gia Trang không còn phù hợp với quy mô của thành phố nữa, chữ "Thập" được đổi ra một từ đồng âm khác nghĩa là "Thạch". Nhưng tên của thành phố vẫn giữ chữ Trang (nghĩa là làng). Những người nói tiếng Anh thường gặp khó khăn khi đọc tên thành phố, vì thế phần lớn họ gọi Thạch Gia Trang là "Shi-city" hay "S-City".

## Địa lý

### Khí hậu
Thạch Gia Trang có khí hậu bán khô hạn, chịu ảnh hưởng của  gió mùa với đặc trưng bởi mùa hè nóng, ẩm ướt do gió mùa Đông Á, và mùa đông rất thường khô, lạnh, gió, phản ánh sự ảnh hưởng của áp cao Siberia. Mùa xuân có thể thấy bão cát thổi vào từ thảo nguyên Mông Cổ, kèm theo tình trạng ấm lên nhanh chóng, nhưng nhìn chung là khô. Mùa thu tương tự như mùa xuân về nhiệt độ và lượng mưa thiếu hụt. Tháng Giêng có nhiệt độ trung bình là −2,3 °C (27,9 °F), trong khi tháng Bảy trung bình là 26,8 °C (80,2 °F); trung bình hàng năm là 13,38 °C (56,1 °F). Với phần trăm ánh nắng mặt trời có thể hàng tháng dao động từ 45 phần trăm vào tháng Bảy đến 61 phần trăm vào tháng Năm, thành phố nhận được 2.427 giờ nắng hàng năm. Hơn một nửa lượng mưa hàng năm xảy ra chỉ riêng trong tháng Bảy và tháng Tám.
| Dữ liệu khí hậu của Thạch Gia Trang (1971–2000) | Dữ liệu khí hậu của Thạch Gia Trang (1971–2000) | Dữ liệu khí hậu của Thạch Gia Trang (1971–2000) | Dữ liệu khí hậu của Thạch Gia Trang (1971–2000) | Dữ liệu khí hậu của Thạch Gia Trang (1971–2000) | Dữ liệu khí hậu của Thạch Gia Trang (1971–2000) | Dữ liệu khí hậu của Thạch Gia Trang (1971–2000) | Dữ liệu khí hậu của Thạch Gia Trang (1971–2000) | Dữ liệu khí hậu của Thạch Gia Trang (1971–2000) | Dữ liệu khí hậu của Thạch Gia Trang (1971–2000) | Dữ liệu khí hậu của Thạch Gia Trang (1971–2000) | Dữ liệu khí hậu của Thạch Gia Trang (1971–2000) | Dữ liệu khí hậu của Thạch Gia Trang (1971–2000) | Dữ liệu khí hậu của Thạch Gia Trang (1971–2000) |
| Tháng                                           | 1                                               | 2                                               | 3                                               | 4                                               | 5                                               | 6                                               | 7                                               | 8                                               | 9                                               | 10                                              | 11                                              | 12                                              | Năm                                             |
| ----------------------------------------------- | ----------------------------------------------- | ----------------------------------------------- | ----------------------------------------------- | ----------------------------------------------- | ----------------------------------------------- | ----------------------------------------------- | ----------------------------------------------- | ----------------------------------------------- | ----------------------------------------------- | ----------------------------------------------- | ----------------------------------------------- | ----------------------------------------------- | ----------------------------------------------- |
| Cao kỉ lục °C (°F)                              | 18.0 (64.4)                                     | 25.8 (78.4)                                     | 30.7 (87.3)                                     | 34.9 (94.8)                                     | 42.8 (109.0)                                    | 42.7 (108.9)                                    | 42.9 (109.2)                                    | 38.6 (101.5)                                    | 39.7 (103.5)                                    | 34.1 (93.4)                                     | 26.8 (80.2)                                     | 24.5 (76.1)                                     | 42.9 (109.2)                                    |
| Trung bình ngày tối đa °C (°F)                  | 3.6 (38.5)                                      | 6.7 (44.1)                                      | 13.3 (55.9)                                     | 21.5 (70.7)                                     | 27.2 (81.0)                                     | 32.0 (89.6)                                     | 31.8 (89.2)                                     | 30.2 (86.4)                                     | 26.8 (80.2)                                     | 20.6 (69.1)                                     | 11.9 (53.4)                                     | 5.4 (41.7)                                      | 19.3 (66.7)                                     |
| Trung bình ngày °C (°F)                         | −2.3 (27.9)                                     | 0.8 (33.4)                                      | 7.3 (45.1)                                      | 15.3 (59.5)                                     | 20.9 (69.6)                                     | 25.7 (78.3)                                     | 26.8 (80.2)                                     | 25.4 (77.7)                                     | 20.7 (69.3)                                     | 14.1 (57.4)                                     | 5.9 (42.6)                                      | −0.1 (31.8)                                     | 13.4 (56.1)                                     |
| Tối thiểu trung bình ngày °C (°F)               | −6.6 (20.1)                                     | −3.7 (25.3)                                     | 2.2 (36.0)                                      | 9.4 (48.9)                                      | 14.7 (58.5)                                     | 19.8 (67.6)                                     | 22.4 (72.3)                                     | 21.4 (70.5)                                     | 15.9 (60.6)                                     | 9.1 (48.4)                                      | 1.5 (34.7)                                      | −4.2 (24.4)                                     | 8.5 (47.3)                                      |
| Thấp kỉ lục °C (°F)                             | −19.6 (−3.3)                                    | −19.8 (−3.6)                                    | −17.3 (0.9)                                     | −5.3 (22.5)                                     | 3.8 (38.8)                                      | 10.6 (51.1)                                     | 16.2 (61.2)                                     | 11.1 (52.0)                                     | 3.7 (38.7)                                      | −2.4 (27.7)                                     | −14.1 (6.6)                                     | −18.7 (−1.7)                                    | −19.8 (−3.6)                                    |
| Lượng Giáng thủy trung bình mm (inches)         | 3.9 (0.15)                                      | 7.4 (0.29)                                      | 11.3 (0.44)                                     | 17.8 (0.70)                                     | 36.9 (1.45)                                     | 56.7 (2.23)                                     | 141.1 (5.56)                                    | 148.3 (5.84)                                    | 48.1 (1.89)                                     | 27.3 (1.07)                                     | 13.2 (0.52)                                     | 5.1 (0.20)                                      | 517.1 (20.34)                                   |
| Số ngày giáng thủy trung bình (≥ 0.1 mm)        | 2.2                                             | 2.8                                             | 3.6                                             | 4.1                                             | 6.2                                             | 8.4                                             | 13.1                                            | 12.3                                            | 7.3                                             | 5.5                                             | 3.8                                             | 2.0                                             | 71.3                                            |
| Độ ẩm tương đối trung bình (%)                  | 55                                              | 53                                              | 52                                              | 52                                              | 57                                              | 59                                              | 75                                              | 78                                              | 71                                              | 67                                              | 65                                              | 60                                              | 62.0                                            |
| Số giờ nắng trung bình tháng                    | 174.0                                           | 176.8                                           | 205.9                                           | 236.0                                           | 265.8                                           | 247.6                                           | 201.0                                           | 198.3                                           | 206.7                                           | 193.5                                           | 164.1                                           | 157.3                                           | 2.427                                           |
| Phần trăm nắng có thể                           | 58                                              | 58                                              | 56                                              | 60                                              | 61                                              | 56                                              | 45                                              | 47                                              | 56                                              | 56                                              | 54                                              | 53                                              | 55                                              |
| Nguồn: China Meteorological Administration      |                                                 |                                                 |                                                 |                                                 |                                                 |                                                 |                                                 |                                                 |                                                 |                                                 |                                                 |                                                 |                                                 |

## Các đơn vị hành chính

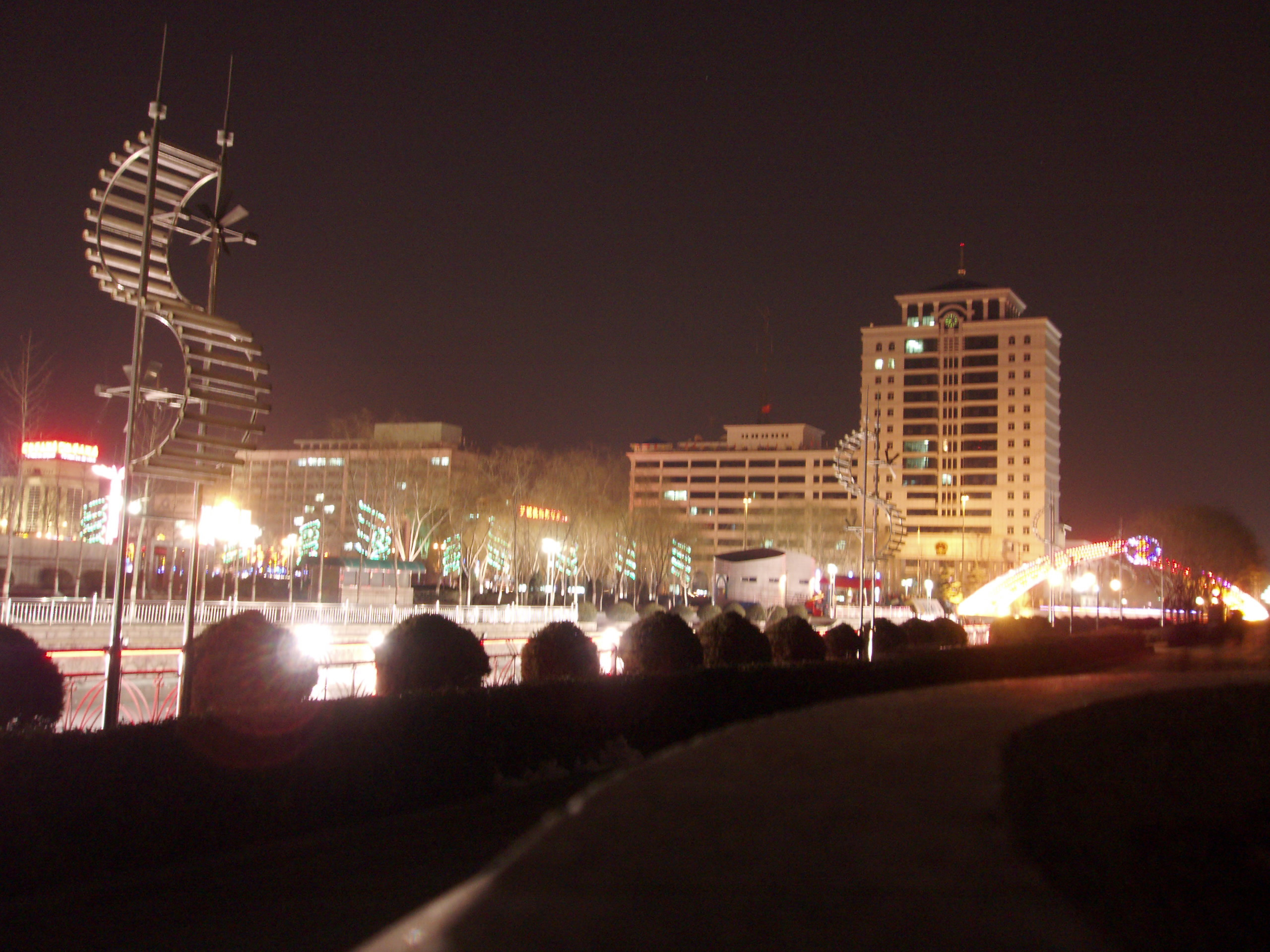
Thành phố về đêm

Thạch Gia Trang có 22 đơn vị hành chính trực thuộc sau:
- Tràng An khu (长安区, pinyin: Cháng'ān Qū)
- Kiều Tây khu (桥西区, pinyin: Qiáoxī Qū)
- Tân Hoa khu (新华区, pinyin: Xīnhuá Qū)
- Dụ Hoa khu (裕华区, pinyin: Yùhuá Qū)
- Tỉnh Hình khoáng khu (井陉矿区, pinyin: Jǐngjìngkuàng Qū)
- Cảo Thành khu (藳城区, pinyin: Gàochéng Qū)
- Lộc Tuyền khu (鹿泉区, pinyin: Lùquán Qū)
- Loan Thành khu (栾城区, pinyin: Luánchéng Qū)
- Tân Tập thị (辛集市, pinyin: Xīnjí Shì)
- Tấn Châu thị (tiếng Trung: 晋州; bính âm: Jìnzhōu)
- Tân Lạc thị (新乐市, pinyin: Xīnlè Shì)
- Tỉnh Hình huyện (井陉县, pinyin: Jǐngjìng Xiàn)
- Chính Định huyện (正定，pinyin: Zhèngdìng)
- Hành Đường huyện (行唐县, pinyin: Xíngtáng Xiàn)
- Linh Thọ huyện (灵寿县, pinyin: Língshòu Xiàn)
- Cao Ấp huyện (高邑县, pinyin: Gāoyì Xiàn)
- Thâm Trạch huyện (深泽县, pinyin: Shēnzé Xiàn)
- Tán Hoàng huyện (赞皇县, pinyin: Zànhuáng Xiàn)
- Vô Cực huyện (无极县, pinyin: Wújí Xiàn)
- Bình Sơn huyện (平山县, pinyin: Píngshān Xiàn)
- Nguyên Thị huyện (元氏县, pinyin: Yuánshì Xiàn)
- Triệu huyện (赵县, pinyin: Zhào Xiàn)

## Giao thông vận tải

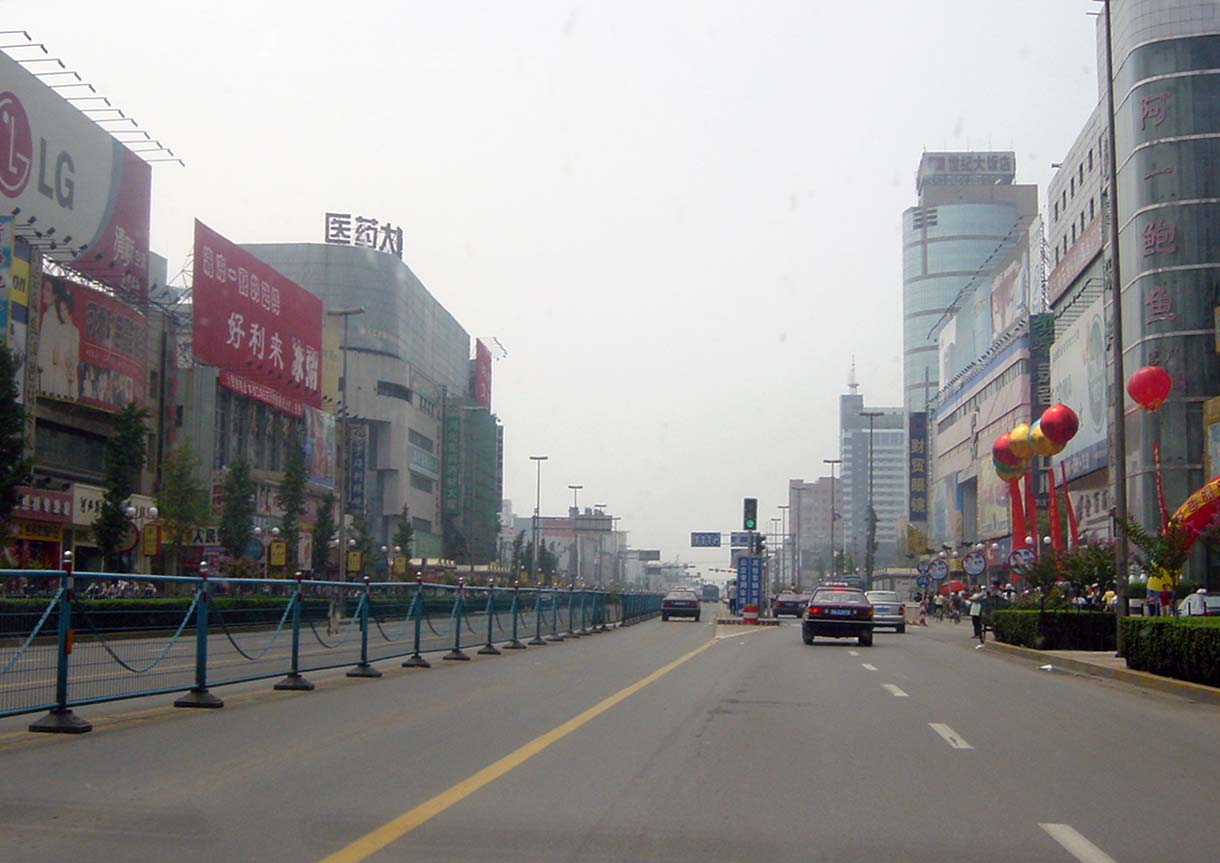
Trung tâm Thạch Gia Trang